# Caine z Amberu
Caine byl jedním z princů ve fiktivním světě Amber. Při sporech amberských princů o nástupnictví po králi Oberonovi, byl spojencem Erika. Důležitou roli sehrál ve Vzoropádové bitvě, kde se nečekaně objevil a sestřelil Branda do hlubiny Chaosu.

## Životopis
Caine byl synem Oberona a Rilgi, jeho vlastními bratry jsou Julián a Gérard. Caine měl tmavé vlasy, hnědé oči a snědou pleť. Jeho barvami byly zelena a černá. Nosil zelenočerný satén, třírohý klobouk se zeleným péřovým chocholem a u pasu dýku posázenou smaragdy. Spolu s Gérardem byl pověřen velením loďstva.
Když Brand, Bleys a Fiona po Oberonově odchodu z Amberu začali shromažďovat vojsko k ovládnutí trůnu, chtěli na svou stranu prostřednictvím Branda získat i Caina. Ten však Brandův záměr prozradil Erikovi. To poskytlo Erikovi příležitost naplnit své ambice a vystoupil jako obránce trůnu, Caine a Julián se k němu přidali a společně složili slib věrnosti svých družin Erikovi.
Při společném pokusu Corwina a Bleyse o dobytí amberského trůnu, slíbil Caine Corwinovi, že jejich loďstvo nechá proplout. Pak je však napadl a v námořní bitvě porazil.
Poté, co Erik zemřel při obraně Amberu před náporem temných sil a na Amber se vrací Corwin, podezřívá Caine Corwina, že původcem temných sil je on. Proto na něj nastraží past - předstírá vlastní smrt a vše připraví tak, aby podezření z vraždy padlo právě na Corwina. V utajení a pomocí odposlouchávání svých sourozenců přes trumfy chtěl mezi nimi odhalit zrádce. Pokusí se Corwina i zabít, tomu se však podaří díky Drahokamu soudu vyváznout s poraněním boku, aniž by tušil, kdo ho napadl. Caine se na scénu znovu vrací až ve Vzoropádové bitvě, aby zabil skutečného zrádce - Branda. Nechal si vyrobit speciální šípy se stříbrnými hroty a těmi Branda zasáhl do krku a do hrudi, načež se Brand zřítil do hlubiny Chaosu, ovšem strhl s sebou i Deirdru.
Za několik let jej ve stínu jménem Deiga zabije Brandův syn Rinaldo, aby tak pomstil smrt svého otce.